# Jesse Sprikkelman
Jesse Sprikkelman (Zutphen, 6 juni 1999) is een Nederlands producent, bekend als copresentator van radioprogramma's op diverse zenders.

## Carrière
Sprikkelman begon in 2012 met het presenteren van danceprogramma The X Vibe, samen met Ron Selles. Na een onderbreking werd het programma in 2023 hervat en sindsdien uitgezonden via verschillende lokale en regionale radiozenders.   
Van 2015 tot 2018 volgde Sprikkelman de opleiding Mediaredactiemedewerker op het ROC Rijn IJssel. In die periode presenteerde hij ook radioprogramma's bij lokale omroep B-FM en later Gelre FM.   
In 2016 richtte Sprikkelman in zijn thuisstad Zutphen het nieuwsplatform LokaalGelderland op, dat in 2021 werd overgenomen door een regionale uitgever van huis-aan-huisbladen.     
In 2017 en 2018 presenteerde Sprikkelman het televisieprogramma StraatKonijnen bij Omroep Gelderland.      
In 2019 begon hij bij BNNVARA als sidekick en radioproducer van Leo Blokhuis in diens muziekprogramma Blokhuis op NPO Radio 2. 
In 2020 herintroduceerde NPO Radio 2 Rinkeldekinkel met Jeroen van Inkel. Sprikkelman produceert het programma en is daarin tevens als sidekick te horen.

## Persoonlijk
Sprikkelman is getrouwd met NOS-nieuwslezer Jelle Seubring. Ze wonen in Zutphen en hebben sinds 2016 samen het productiebedrijf ProduMedia.